# Dietramszell

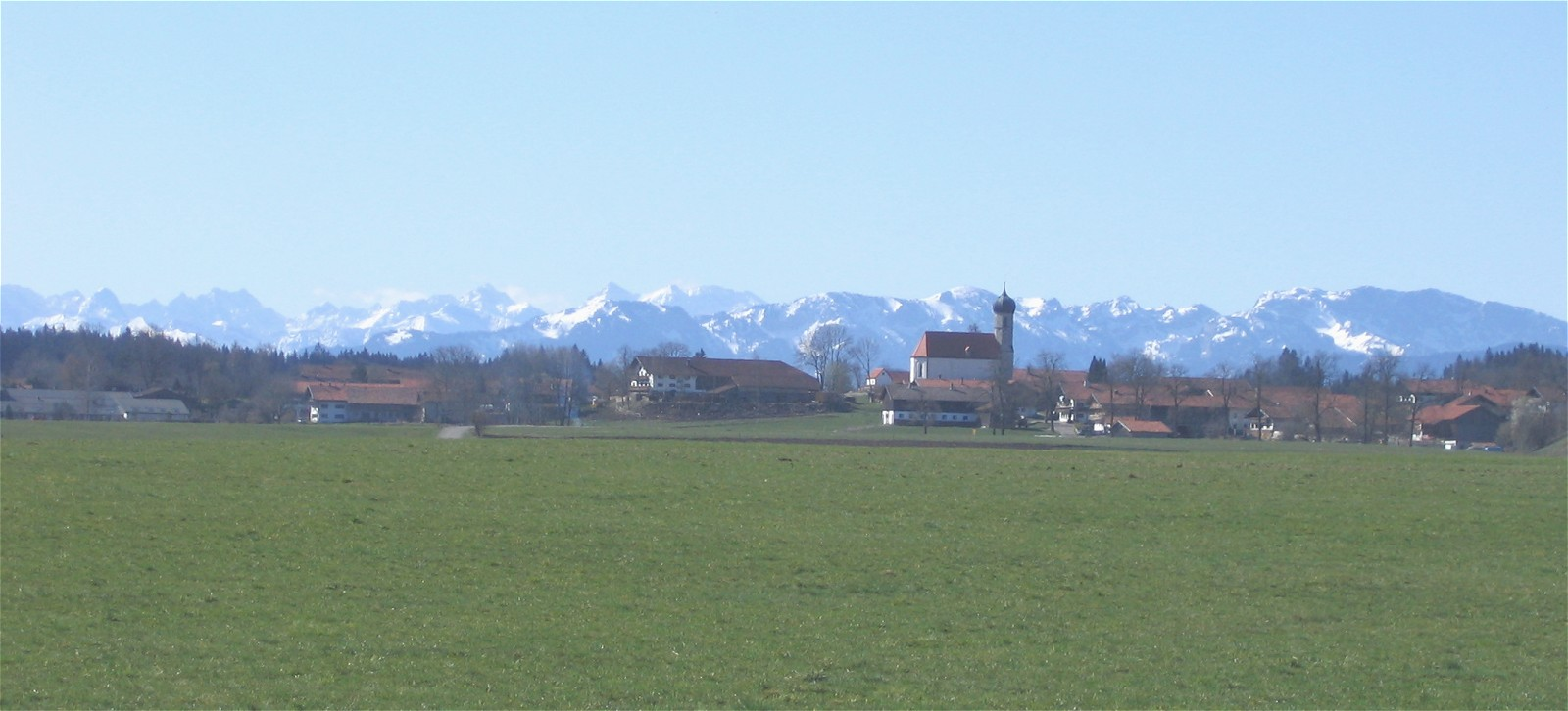
Lochen bei Dietramszell

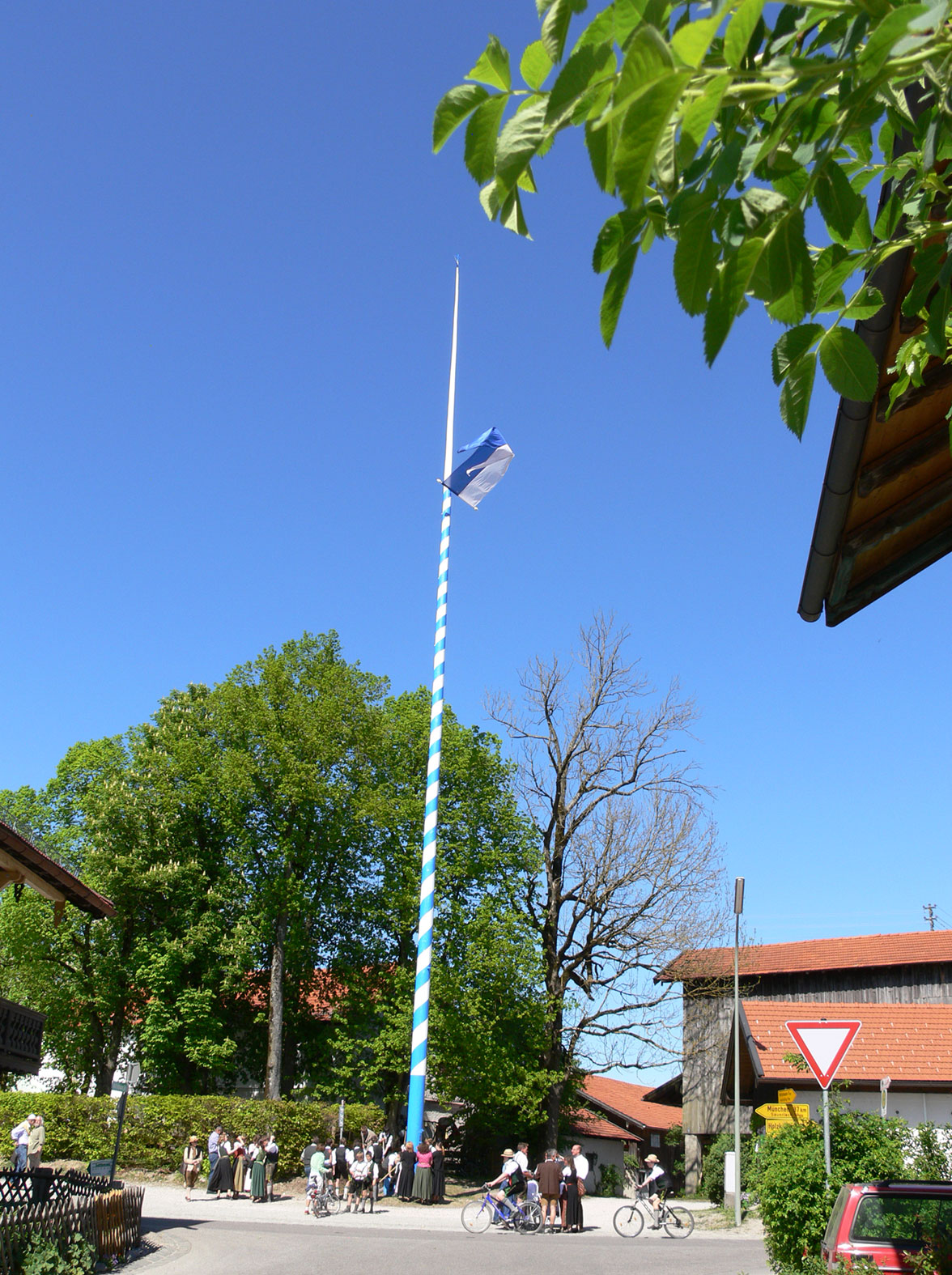
Maibaumsetzen in Dietramszell 2007

Dietramszell ist eine Gemeinde und ein Dorf im oberbayerischen Landkreis Bad Tölz-Wolfratshausen.

## Geografie
Die Gemeinde liegt in der Region Bayerisches Oberland zwischen München und Bad Tölz, begrenzt von der Isar im Westen inmitten der voralpenländischen Moränenlandschaft.

### Gemeindeteile
Es gibt 60 Gemeindeteile (in Klammern ist der Siedlungstyp angegeben):
- Ascholding (Pfarrdorf)
- Au (Einöde)
- Baiernrain (Kirchdorf)
- Bairawies (Kirchdorf)
- Berg (Dorf)
- Bergerhof (Einöde)
- Dietenhausen (Weiler)
- Dietramszell (Pfarrdorf)
- Einöd (Dorf)
- Emmerkofen (Weiler)
- Erlach (Dorf)
- Föggenbeuern (Dorf)
- Fraßhausen (Dorf)
- Gastwies (Weiler)
- Grabmühle (Einöde)
- Großeglsee (Dorf)
- Haarschwaige (Einöde)
- Habichau (Weiler)
- Hechenberg (Pfarrdorf)
- Helfertsried (Einöde)
- Hölching (Einöde)
- Humbach (Kirchdorf)
- Jasberg (Weiler)
- Kappelsberg (Einöde)
- Kleineglsee (Weiler)
- Kolbing (Einöde)
- Leismühl (Weiler)
- Leiten (Weiler)
- Linden (Kirchdorf)
- Lochen (Kirchdorf)
- Manhartshofen (Dorf)
- Maria Elend (Wallfahrtskirche)
- Niederreuth (Weiler)
- Nordhof (Einöde)
- Obermühlthal (Dorf)
- Oed (Einöde)
- Osten (Einöde)
- Peretshofen (Kirchdorf)
- Podling (Weiler)
- Punding (Weiler)
- Rampertshofen (Weiler)
- Reith (Einöde)
- Reuth (Weiler)
- Ried (Weiler)
- Sankt Leonhard (Wallfahrtskirche)
- Schlickenried (Weiler)
- Schönegg (Dorf)
- Sonnenhof (Gut)
- Spöttberg (Einöde)
- Steingau (Kirchdorf)
- Steinsberg (Einöde)
- Stockach (Einöde)
- Tattenkofen (Dorf)
- Thalham (Weiler)
- Thankirchen (Kirchdorf)
- Trischberg (Einöde)
- Unterleiten (Dorf)
- Untermühlthal (Dorf)
- Walleiten (Einöde)
- Zellbach (Einöde)

## Geschichte

### Bis zur Gemeindegründung
Das Augustiner-Chorherrenstift wurde 1098 von Tegernseer Mönchen unter Abt Udalschalk gegründet. Erster Propst des Augustiner-Chorherren-Stifts war Dietram. In der ersten Hälfte des 18. Jahrhunderts gelang es den Pröpsten Petrus Offner aus Beuerberg und Dietram II. aus Weilheim durch eine großzügige Bautätigkeit das Kloster zu einem Barockjuwel umzugestalten. Der Ort selbst war Teil des Kurfürstentums Bayern und bildete eine geschlossene geistliche Hofmark, die 1803 mit dem Kloster aufgehoben wurde. Im Zuge der Verwaltungsreformen im Königreich Bayern entstand mit dem Gemeindeedikt von 1818 die Gemeinde Dietramszell.

### Eingemeindungen
Im Zuge der Gebietsreform schlossen sich die Gemeinden Baiernrain, Dietramszell, Föggenbeuern, Linden und Manhartshofen am 1. Januar 1972 freiwillig zu der heutigen Gemeinde zusammen. Als Name der neuen Großgemeinde wählte man nach dem Willen der Mehrheit der Wahlberechtigten Dietramszell. Am 1. Juli 1972 folgte Ascholding. Am 1. Mai 1978 kamen noch die Orte Au, Bairawies, Berg, Habichau, Hechenberg, Helfertsried, Niederreuth, Spöttberg, Unterleiten und Walleiten, der nördliche Teil der ehemaligen Gemeinde Kirchbichl zum Gemeindegebiet hinzu.

### Einwohnerentwicklung
Zwischen 1988 und 2018 wuchs die Gemeinde von 4276 auf 5459 um 1183 Einwohner bzw. um 27,7 %.
- 1961: 3564 Einwohner (heutige Gemeindegrenzen)
- 1970: 3751 Einwohner (heutige Gemeindegrenzen)
- 1987: 4192 Einwohner
- 1991: 4591 Einwohner
- 1995: 4835 Einwohner
- 2000: 4935 Einwohner
- 2005: 5282 Einwohner
- 2010: 5239 Einwohner
- 2015: 5442 Einwohner

## Politik

### Gemeinderat
Nach der Gemeinderatswahl am 15. März 2020 hat der Gemeinderat 20 Mitglieder. Weiteres Mitglied und Vorsitzender des Gemeinderates ist der Erste Bürgermeister. Das Wahlergebnis ist in den Diagrammen dargestellt.
| Sitzverteilung im Gemeinderat Dietramszell seit 2020Insgesamt 20 Sitze - Grüne: 3 - BLD: 4 - FWG: 7 - CSU: 6 |

### Bürgermeister
Josef Hauser (Freie Wählergemeinschaft Dietramszell) ist seit 1. Mai 2020 berufsmäßiger Erster Bürgermeister. Er wurde bei der Bürgermeisterwahl 2020 am 15. März 2020 mit 56,6 % der gültigen Stimmen gewählt. Seine Vorgängerin war vom Mai 2008 bis April 2020 Leni Gröbmaier (BLD Bürgerliste Dietramszell). Bis April 2008 war Hans Demmel (CSU) Bürgermeister.

### Weitere Wahlen
In der folgenden Tabelle sind die Ergebnisse von Bundes-, Landtags- und Europawahlen in Dietramszell dargestellt.
| Jahr | Wahl           | Wbt. | CSU  | AfD  | Grüne | FW   | SPD | FDP | Linke | BSW | Sonst. |
| ---- | -------------- | ---- | ---- | ---- | ----- | ---- | --- | --- | ----- | --- | ------ |
| 2025 | Bundestagswahl | 88,8 | 40,8 | 20,6 | 11,3  | 7,4  | 6,2 | 4,5 | 3,8   | 2,4 | 3,0    |
| 2024 | Europawahl     | 67,2 | 40,2 | 12,6 | 11,3  | 14,2 | 4,9 | 3,0 | 0,7   | 3,2 | 9,9    |
| 2023 | Landtagswahl   | 81,6 | 35,4 | 13,4 | 12,7  | 24,8 | 3,5 | 2,3 | 1,2   | —   | 6,7    |

### Gemeindefinanzen
Die Gemeindesteuereinnahmen betrugen im Jahr 2021 insgesamt 7,003 Millionen Euro, davon waren netto 2,075 Millionen Euro Gewerbesteuereinnahmen. Größter Einnahmeposten war jedoch der Anteil an der Einkommensteuer mit 4,155 Millionen Euro. Die Verschuldung je Einwohner lag bei 219 Euro gegenüber 450 Euro im Jahr 2017.

### Wappen
|                                       | Blasonierung: „In Blau ein erhöhter silberner Wellenbalken, überdeckt von einem geöffneten silbernen Zelt mit goldenem Knopf auf der Kuppe, in der M-förmigen roten Öffnung ein sechsstrahliger goldener Stern.“ |
| Dieses Wappen wird seit 1977 geführt. | |

### Gemeindepartnerschaft
Partnergemeinde von Dietramszell ist Baignes-Sainte-Radegonde im französischen Département Charente.

### Ehemalige „Ehrenbürger“
Wegen der Verbundenheit der Familie von Schilcher zum damaligen Reichspräsidenten Paul von Hindenburg erhielt dieser am 14. September 1926 die Ehrenbürgerwürde der Gemeinde. Zwei Monate nachdem Hindenburg Ende Januar 1933 Adolf Hitler zum Reichskanzler ernannt hatte, verlieh der Gemeinderat von Dietramszell einstimmig auch diesem die Ehrenbürgerwürde. Dieses Vorgehen war nicht ungewöhnlich, jedoch zogen die meisten deutschen Gemeinden nach dem Zweiten Weltkrieg die Anerkennung der Ehrenbürgerwürde für Hitler demonstrativ zurück oder ließen sie verfallen. Nicht so einige wenige – vorwiegend süddeutsche – Gemeinden, darunter Dietramszell. In seiner Sitzung vom 10. Dezember 2013 widersetzte sich der Gemeinderat mit acht gegen acht Stimmen dem Entzug der Ehrenbürgerschaft von Hindenburg, Hitler und anderen Nationalsozialisten. Die Entscheidung führte zu überregionaler und internationaler Kritik. Am 17. Dezember 2013 wurden in einer eigens dafür einberufenen Gemeinderatssitzung die fraglichen Ehrenbürgerschaften einstimmig aberkannt. Der Aktionskünstler Wolfram Kastner holte danach auch die Hindenburg-Büste Josef Thoraks vom Sockel, die bis dahin öffentlich sichtbar geblieben war.

## Bauwerke

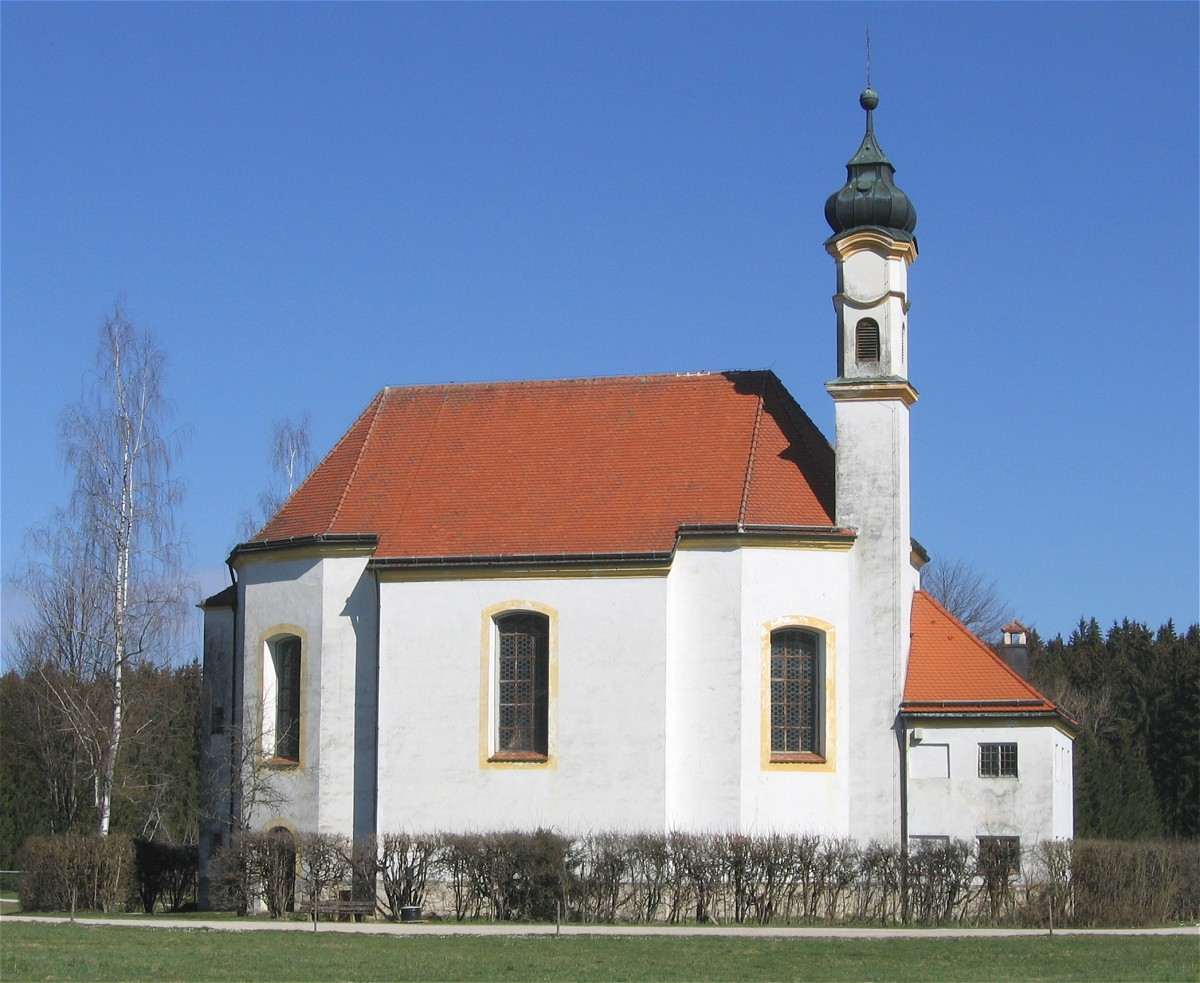
Wallfahrtskirche St. Leonhard
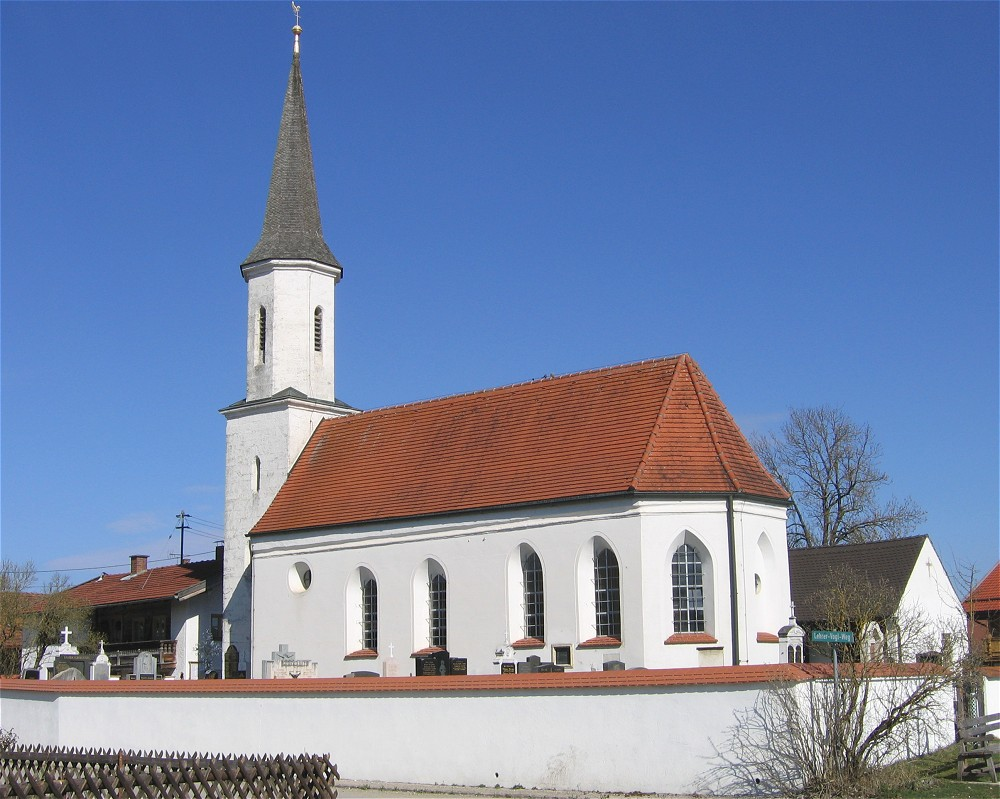
St. Peter und Paul in Baiernrain
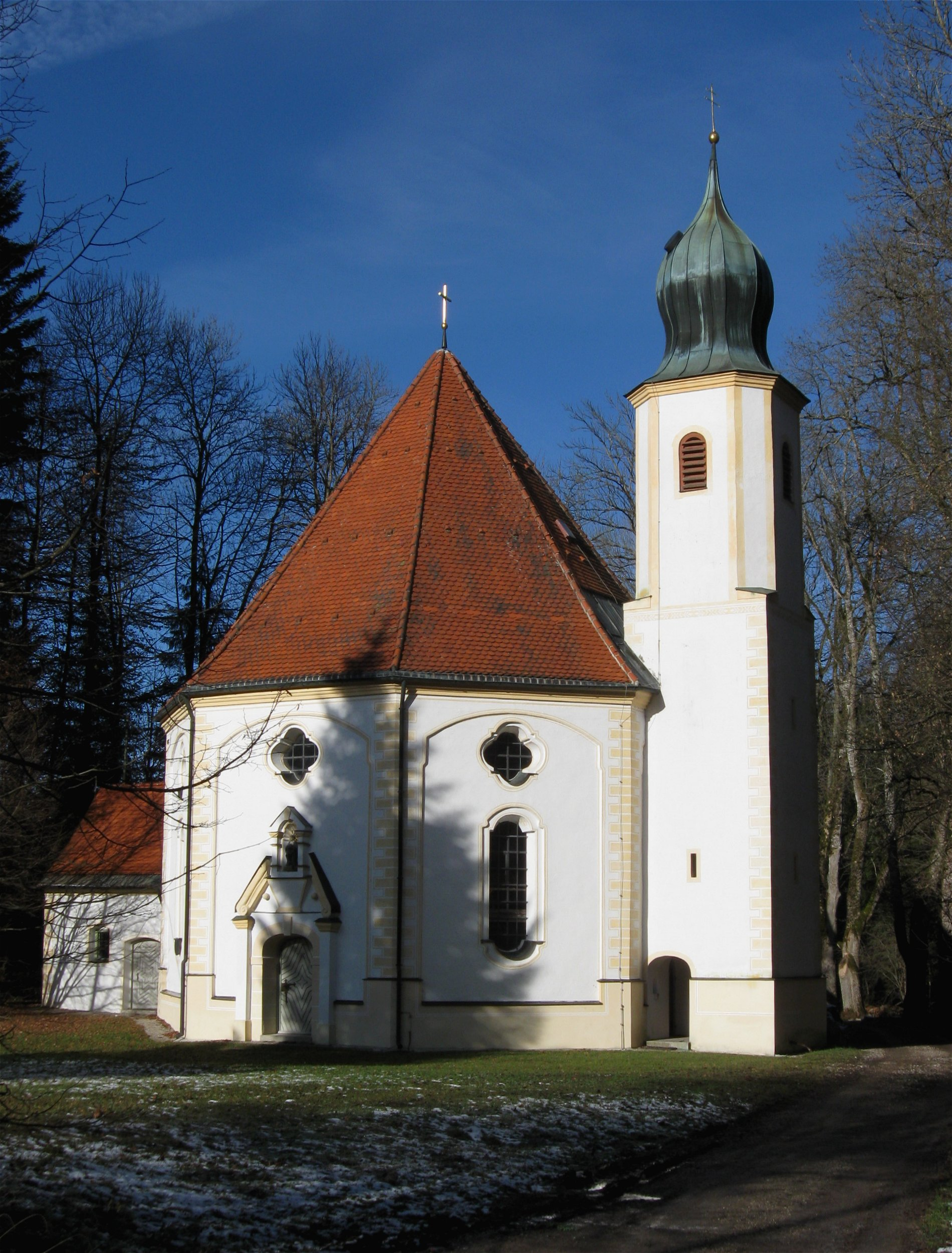
Wallfahrtskirche Maria Elend
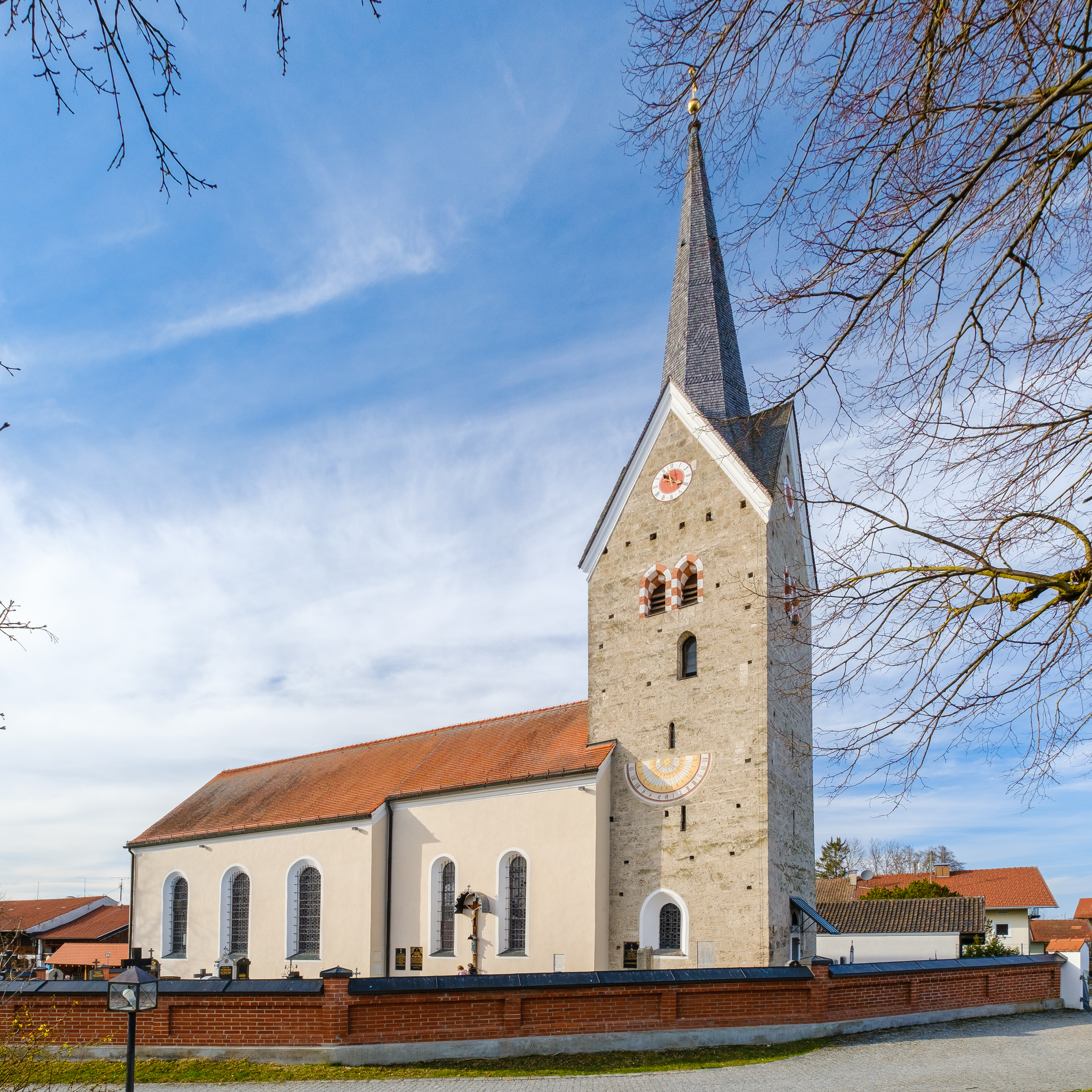
Kirche St. Leonhard in Ascholding
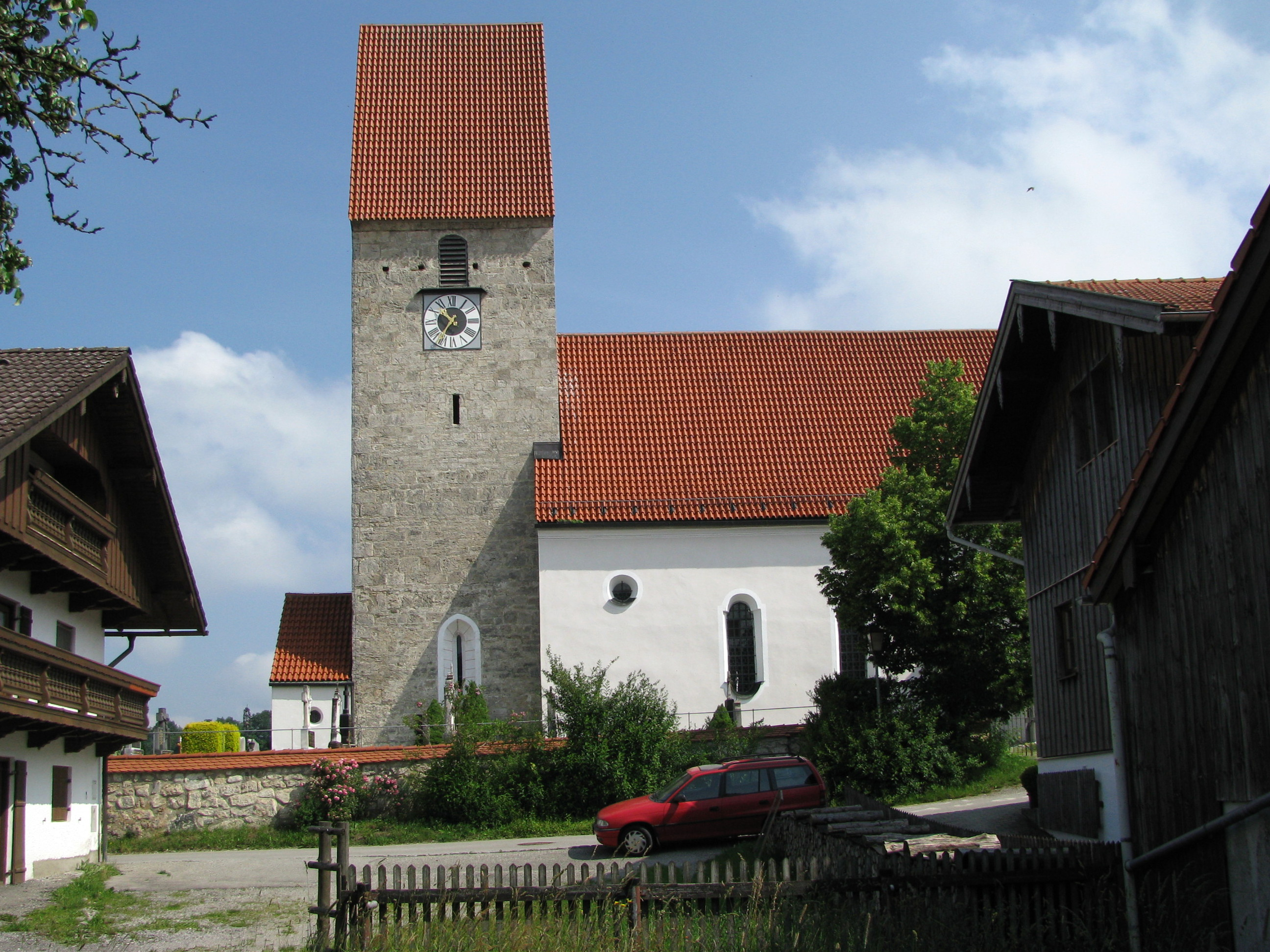
Zur Schmerzhaften Muttergottes (Linden)
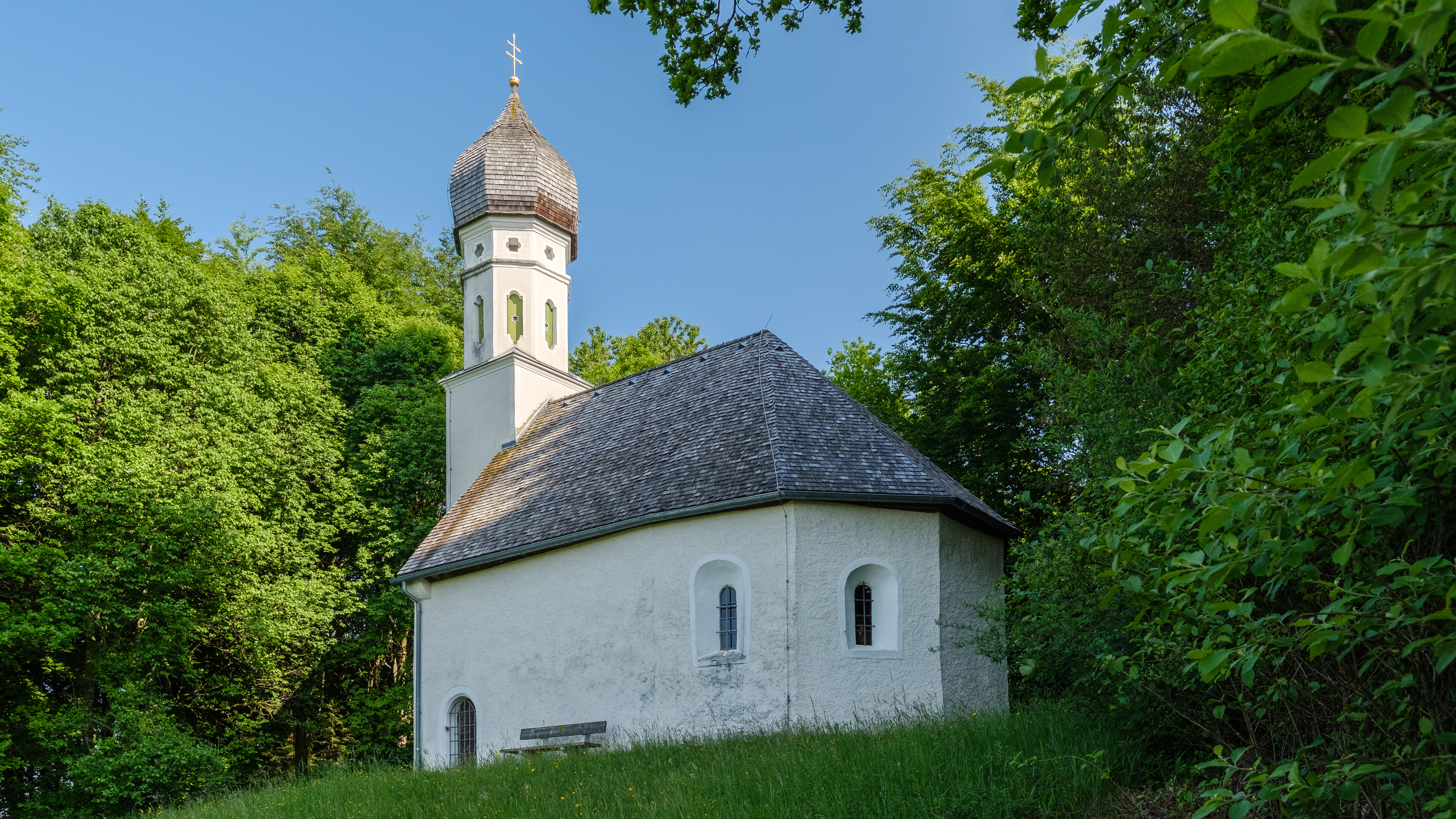
Kapelle St. Georg bei Ascholding

## Religionsgemeinschaften

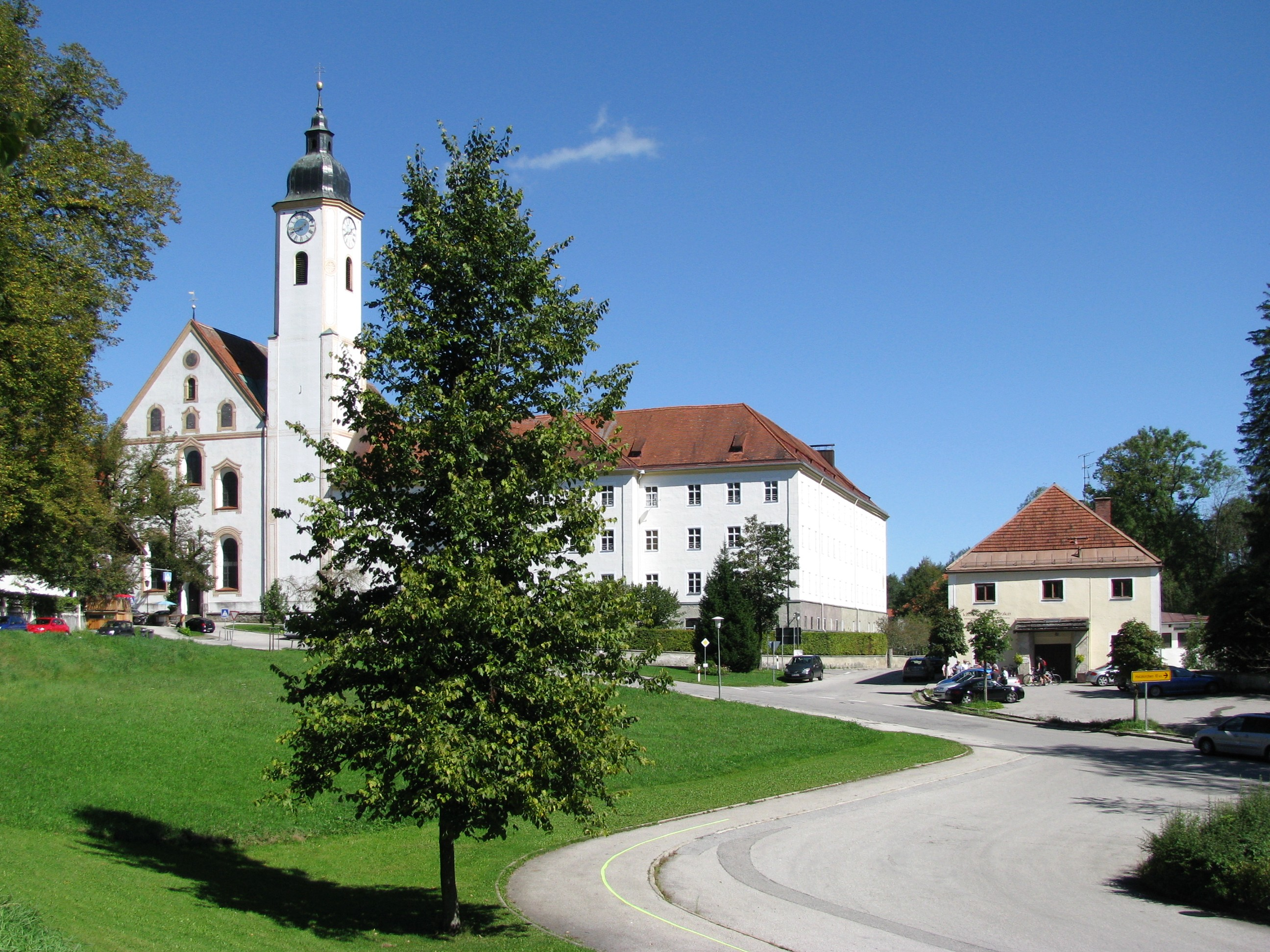
Kloster Dietramszell mit der ehemaligen Stiftskirche und heutigen Pfarrkirche

### Katholischer Pfarrverband Dietramszell
Zum Pfarrverband Dietramszell, der zum Römisch-Katholischen Erzbistum München und Freising gehört, zählen sich die Bereiche Ascholding, Dietramszell, Hechenberg und Kirchbichl, Linden und Lochen und Thankirchen. Der Pfarrverband hat seinen Sitz in Dietramszell. Die Geschichte der katholischen Kirche im Ort ist eng mit dem Kloster verbunden.

### Kloster
Das Kloster Dietramszell beherbergt heute sowohl ein Kloster der Salesianerinnen als auch einen Kindergarten und die Montessorischule Dietramszell (staatlich genehmigte Grund- und Mittelschule). Bedeutend ist die Klosterkirche Maria Himmelfahrt im Stil des Spätbarocks. Die Ausstattung stammt von Johann Baptist Zimmermann und Franz Xaver Schmädl.

### Evangelisch-Lutherische Kirche
Schon im 16. Jahrhundert fasste reformatorisches Gedankengut im Oberland Fuß und hinterließ im bis dahin fest gefügten Umfeld des Klosters seine Spuren. Auch der Dreißigjährige Krieg forderte seinen Tribut. Nachdem nach 1797 mit Königin Karoline die ersten evangelischen Siedler nach Oberbayern kamen, verzeichnet die Chronik für 1867 zwei evangelische Christen in Dietramszell und drei in Baiernrain. Schon damals zählten sie sich zur Gemeinde in Holzkirchen. Die ersten evangelischen Gottesdienste fanden nach dem Zweiten Weltkrieg zunächst im Sitzungssaal des Gemeinderates statt, dann in einem Saal des Klosters, der Kapelle auf dem Friedhof am Kreuzbichl und schließlich in der Schule.
Am Ersten Advent 1961 wurde die Michaelskapelle am Schwaiganger eingeweiht, in der bis heute die Gottesdienste der Gemeinde stattfinden. Im Gebiet des Nordhofs, eines ehemaligen Klosterbetriebes, hatte die Evang.-Luth. Kirchengemeinde Holzkirchen ein Grundstück erwerben können. Architekt Franz Lichtblau plante und leitete die Bauarbeiten. Die Kapelle bildet dabei den Mittelpunkt des Gebäudes. Angegliedert sind Nebenräume mit einem zusätzlichen Gemeinderaum, der auch als Erweiterung des Gottesdienstraumes dient, sowie eine Wohnung. 

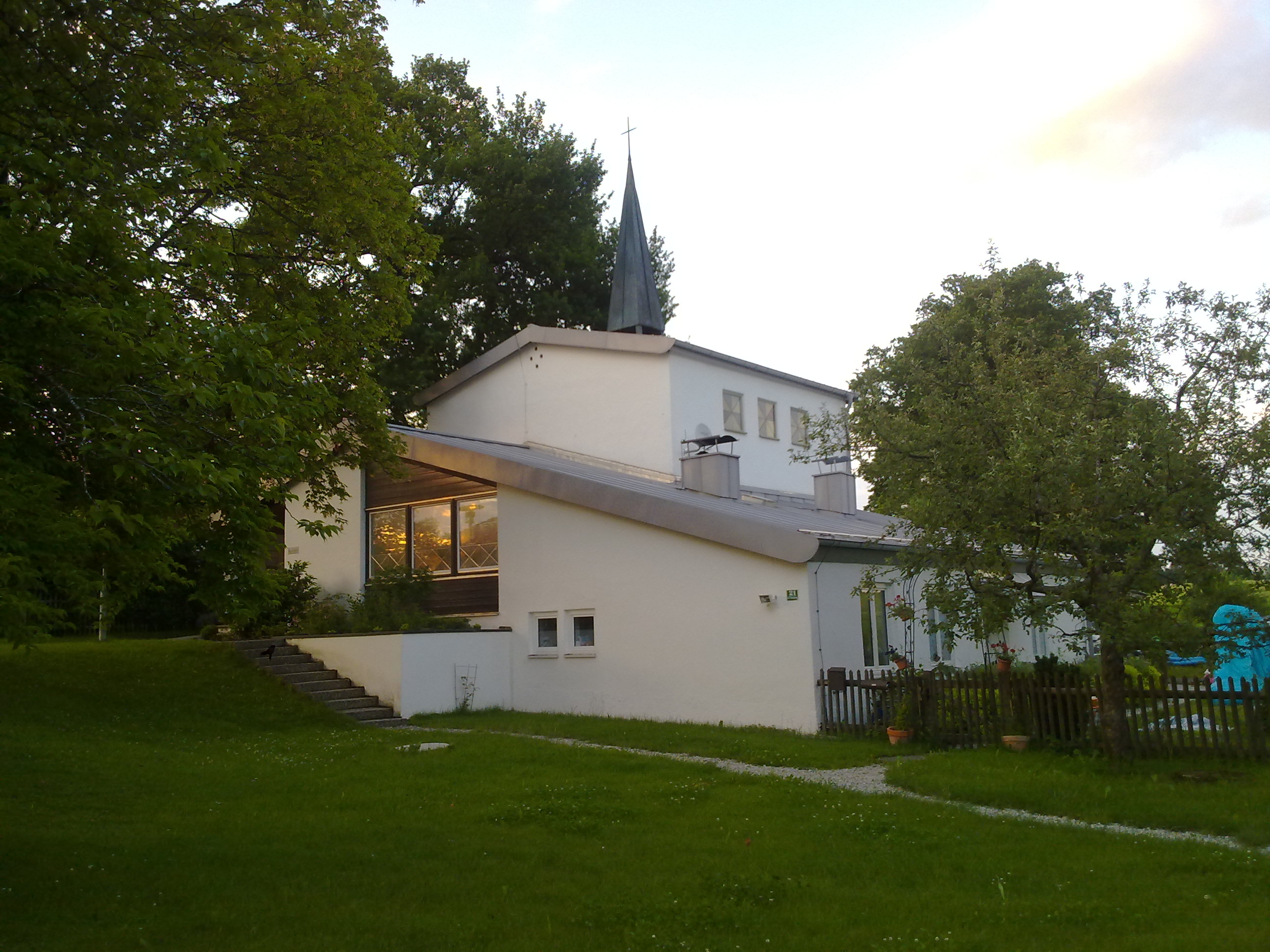
Evang.-Luth. Michaelskapelle Dietramszell

 Der schlichte Innenraum, ein Würfel mit ungefähr sieben Meter Kantenlänge, strahlt eine fast klösterliche Klarheit aus. So fällt das Licht aus sechs unter der Decke befindlichen Fenstern ein. Besonders fällt die Fensterrosette über dem Altar ins Auge, deren Gussgläser ein blutrotes Kreuz zeichnen. Altar, Kanzel und Taufstein sind aus heimischem Nagelfluh hergestellt und stehen für die Gnade Christi, die durch die Sakramente (nach evangelischem Verständnis Taufe und Abendmahl) die Christen erreicht. Die Rosette und die Supraporte über dem Eingang mit dem Michaelsthema wurden von Hubert Distler gestaltet. Die Kapelle wurde bewusst nach dem Erzengel Michael benannt, der für den Kampf des göttlichen Lichtes mit den widergöttlichen Mächten der Finsternis steht. Die Michaelsglocke in dem kleinen Dachreiter soll die Gemeinde zu Gebets- und Gottesdienstzeiten an ihren Auftrag der Verkündigung des Evangeliums Gottes erinnern. Im Jahr 2009 wurde der gesamte Komplex mit großzügiger Unterstützung der Erika-und-Peter-Schilffarth-Stiftung aus Holzkirchen renoviert und energetisch auf den neuesten Stand gebracht.
Der Bereich der politischen Gemeinde Dietramszell gehört zum größten Teil zum zweiten Sprengel der Evang.-Luth. Kirchengemeinde Holzkirchen mit Sitz in Sauerlach. Die Gebiete um Bairawies und Ascholding werden von der evang.-luth. Kirchengemeinde Wolfratshausen betreut, der südliche Gemeindeteil gehört zur evang.-luth. Kirchengemeinde Bad Tölz. Im Bereich der evangelischen Kirchengemeinde Holzkirchen leben – nach dem Stand der Volkszählung von 1987 – auf Dietramszeller Flur rund 350 evangelische Christen.

## Persönlichkeiten
- Johann Evangelist Hölzl (1716–1765), Maler des Rokoko
- Andreas Hölzl, Maler, Bruder von Johann Ev. Hölzl
- Felix Hölzl, Maler, Bruder von Johann Ev. Hölzl
- Johann Baptist Bernlochner (1799–1869), deutscher Baumeister
- Richard Sexau (1882–1962), deutscher Schriftsteller, Diplomat und Historiker
- Erna Dinklage (1895–1991), Malerin, lebte in Dietramszell
- Michael Häsch (1930–2012), Bürgermeister, Verbandsfunktionär und Mitglied des Bayerischen Senats
- Rainer Erler (1933–2023), Regisseur, lebte viele Jahre in Dietramszell
- Claus-Ekkehard Bärsch (1939–2020), deutscher Politikwissenschaftler und politischer Philosoph, lebte in Dietramszell
- Eugen Eduard Hüsler (* 1944), Autor und Fotograf
- Rüdiger Nüchtern (* 1945), deutscher Filmregisseur
- Jo Baier (* 1949), deutscher Filmregisseur
- Peter Dathe (* 1951), Präsident des Bayerischen Landeskriminalamts, wohnhaft in Schönegg
- Michael Well (* 1958), bayerischer Musiker, wohnhaft in Ascholding
- Christoph Well (* 1959), bayerischer Musiker, wohnhaft in Schönegg
- Uschi Disl (* 1970), ehemalige deutsche Biathletin, aufgewachsen und während ihrer aktiven Zeit wohnhaft in Großeglsee